# Volleybalclub Zwolle 2017-2018 (maschile)
Questa voce raccoglie le informazioni riguardanti il Volleybalclub Zwolle nelle competizioni ufficiali della stagione 2017-2018.

## Organigramma societario
Area direttiva
- Presidente: Gert van Driel

Area tecnica
- Allenatore: Gerard van Vliet

## Rosa
| N° | Nome                | Ruolo | Data di nascita  | Nazionalità sportiva |
| -- | ------------------- | ----- | ---------------- | -------------------- |
| 1  | Joshua Lynch        | P     | 25 dicembre 1992 | Canada               |
| 2  | Tobias Edskes       | L     | 28 giugno 1996   | Paesi Bassi          |
| 4  | Jan Willem het Lam  | C     | 12 maggio 1989   | Paesi Bassi          |
| 5  | Jelle Hilarius      | O     | 10 ottobre 1988  | Paesi Bassi          |
| 6  | Jonas Mulder        | S     | 9 gennaio 1994   | Paesi Bassi          |
| 7  | Thijs van Noorden   | S     | 23 luglio 1985   | Paesi Bassi          |
| 9  | Nikita Artamonov    | P     | 22 marzo 1998    | Paesi Bassi          |
| 10 | Hugo Noomen         | C     | 29 febbraio 1996 | Paesi Bassi          |
| 11 | Erwin Enter         | S     | 14 luglio 1991   | Paesi Bassi          |
| 12 | Rick van Baar       | C     | 1993             | Paesi Bassi          |
| 14 | Reinold Schoonhoven | O     | 5 maggio 1992    | Paesi Bassi          |